# مجدالدین کیوانی
مجدالدّین کیوانی (زادهٔ ۱۰ بهمنِ ۱۳۱۶ در اصفهان) مترجم و مؤلف ایرانی‌ست. کتاب «صهبای خرد: شرح احوال و آثار حکیم عمر خیام نیشابوری» اثر مهدی امین رضوی با ترجمه او به عنوان کتاب سال جمهوری اسلامی ایران در سال ۱۳۸۶ معرفی شد. او عضو شورای علمی دائرةالمعارف بزرگ اسلامی است و چندین مقاله در این حوزه تألیف کرده‌است.

## زندگی
مجدالدین کیوانی، فرزند سیدابوالفضل در سال ۱۳۱۶ در اصفهان به دنیا آمد. وی خرداد ۱۳۴۰ لیسانس خود را از دانشگاه تربیت معلم (دانشسرای عالی سابق)، اخذ کرد و پس از گذراندن دوره تعلیم و تربیت دو زبانه در دانشگاه ویلز انگلستان در سال ۱۳۴۴، دکترای خود را در رشته زبان‌شناسی کاربردی در همان دانشگاه در سال ۱۳۴۷ به پایان رساند. کیوانی، پیش از بازنشستگی از مشاغل رسمی، در چندین دانشگاه و دانشکده به تدریس مشغول بود. تاکنون نزدیک به ۲۴۰ مقاله توسط کیوانی، تألیف، ترجمه یا ویرایش و ۱۷ عنوان کتاب نیز از وی ترجمه شده است.

## تحصیلات
- لیسانس ادبیّات فارسی (خرداد 1340)، دانشگاه تربیت معلّم (دانشسرای عالی سابق)
- دیپلمای تعلیم و تربیت دوزبانه (خرداد 1344)، دانشگاه ویلز انگلستان
- دکترای زبان‌شناسی کاربردی (آموزش زبانهای خارجی) (خرداد 1347)، دانشگاه ویلز انگلستان

## تالیفات و ترجمه‌ها

### مقالات

#### مقالات فارسی
1. «کتاب و کتابخانه»، نشریّۀ فرهنگ خوزستان، اهواز، بهمن 1341.
2. «شباب شوشتری»، نشریّۀ فرهنگ خوزستان، اهواز، خرداد 1342.
3. «متدولوژی آموزش زبانهای خارجی»، مجموعه، تهران، دانشسرای عالی، اسفند 1351.
4. «دوزبانگی و مسائل تربیتی و اجتماعی آن»، مجموعه، تهران، دانشسرای عالی، خرداد 1351.
5. «هنر ترجمه»، مجلّۀ دانشکدۀ ادبیّات، تهران، دانشگاه تربیت معلّم، شهریور 1357.
6. «استفاده از رسایی و گیرایی صدا در تدریس»، رشد آموزش زبان، تهران، وزارت آموزش و پرورش، 1363، شمـ 2.
7. «چرا درک مطلب؟»، رشد آموزش زبان، تهران، وزارت آموزش و پرورش، 1363، شمـ 1.
8. «زبان‌شناسی جدید»، مجلّۀ زبان‌شناسی، تهران، مرکز نشر دانشگاهی، 1363.
9. «شوق یادگیری» (در سه قسمت)، رشد آموزش زبان، تهران، وزارت آموزش و پرورش، 1364، شمـ 3، 4، 5.
10. «صفات تخصیصی و صفات خبری»، رشد آموزش زبان، تهران، وزارت آموزش و پرورش، 1364-1365، شمـ 2- 3.
11. «دربارۀ دیکتۀ انگلیسی»، رشد آموزش زبان، تهران، وزارت آموزش و پرورش، 1365، شمـ 7.
12. «آبادان»، دائرةالمعارف بزرگ اسلامی (ج 1)، تهران، 1367 (نیز ترجمۀ انگلیسی در اسلامیکا <ج 1>).
13. «آبل، آرمان» (مستشرق)، دائرةالمعارف بزرگ اسلامی (ج 1)، تهران، 1367.
14. «آبنوس»، دائرةالمعارف بزرگ اسلامی (ج 1)، تهران، 1367.
15. «آدامز، چارلز» (مستشرق)، دائرةالمعارف بزرگ اسلامی (ج 1)، تهران، 1367.
16. «آدلر، یاکوب»، دائرةالمعارف بزرگ اسلامی (ج 1)، تهران، 1367.
17. «آراکان» (بخشی در برمه)، دائرةالمعارف بزرگ اسلامی (ج 1)، تهران، 1367.
18. «آرندونگ» (مستشرق)، دائرةالمعارف بزرگ اسلامی (ج 1)، تهران، 1367.
19. «آشباخ، یوزف» (مستشرق)، دائرةالمعارف بزرگ اسلامی (ج 1)، تهران، 1367.
20. «آشتیانی، احمد» (فیلسوف و فقیه)، دائرةالمعارف بزرگ اسلامی (ج 1)، تهران، 1367.
21. «آصف بن برخیا»، دائرةالمعارف بزرگ اسلامی (ج 1)، تهران، 1367.
22. «آکولوتوس، آندراس» (مستشرق)، دائرةالمعارف بزرگ اسلامی (ج 1)، تهران، 1367.
23. «آلباگو، آندرا» (مستشرق)، دائرةالمعارف بزرگ اسلامی (ج 1)، تهران، 1367.
24. «آلتمغا»، دائرةالمعارف بزرگ اسلامی (ج 1)، تهران، 1367.
25. «آلوارت» (مستشرق)، دائرةالمعارف بزرگ اسلامی (ج 1)، تهران، 1367.
26. «آمدروز» (مستشرق)، دائرةالمعارف بزرگ اسلامی (ج 2)، تهران، 1368.
27. «آناطولیحصاری»، دائرةالمعارف بزرگ اسلامی (ج 2)، تهران، 1368.
28. «آندره، تور» (مستشرق)، دائرةالمعارف بزرگ اسلامی (ج 2)، تهران، 1368.
29. «آنکارا»، دائرةالمعارف بزرگ اسلامی (ج 2)، تهران، 1368.
30. «آیدین» (شهری در ترکیه)، دائرةالمعارف بزرگ اسلامی (ج 2)، تهران، 1368.
31. «آیدیناوغللری»، دائرةالمعارف بزرگ اسلامی (ج 2)، تهران، 1368.
32. «ابراهیم اینال»، دائرةالمعارف بزرگ اسلامی (ج 2)، تهران، 1368.
33. «ابراهیم غزنوی»، دائرةالمعارف بزرگ اسلامی (ج 2)، تهران، 1368.
34. «ابراهیم متفرّقه»، دائرةالمعارف بزرگ اسلامی (ج 2)، تهران، 1368.
35. «ابنازرق»، دائرةالمعارف بزرگ اسلامی (ج 2)، تهران، 1368.
36. «ابنتومرت»، دائرةالمعارف بزرگ اسلامی (ج 2)، تهران، 1368.
37. «ضرورت تسلّط مترجم بر زبان مادری» (متن سخنرانی در کنگرۀ ترجمه در تبریز)، تبریز، انتشارات دانشگاه تبریز، اسفند 1369.
38. مقدّمه بر فرهنگ کلمات مترادف و متضادّ انگلیسی ـ فارسی، اثر ای. اچ. ایروین، ترجمۀ اسماعیل زارع بهتاش، تهران، انتشارات رهنما، 1369.
39. «ابنعذاری»، دائرةالمعارف بزرگ اسلامی (ج 4)، تهران، 1370.
40. مقدّمه بر فرهنگ انگلیسی ـ فارسی رهنما، تهران، انتشارات رهنما، 1371.
41. «ابوالحسن سیمجور»، دائرةالمعارف بزرگ اسلامی (ج 5)، تهران، 1372.
42. «ابوالخیر خان ازبک»، دائرةالمعارف بزرگ اسلامی (ج 5)، تهران، 1372 (نیز ترجمۀ انگلیسی در اسلامیکا <ج 2>).
43. «ابوطالب حسینی تربتی»، دائرةالمعارف بزرگ اسلامی (ج 5) ، تهران، 1372.
44. «ابوطالب‌ خان»، دائرةالمعارف بزرگ اسلامی (ج 5)، تهران، 1372.
45. «پیر ترجمه (زندگی‌نامهای از یوجین نایدا)»، فصلنامۀ مترجم، مشهد، 1372، س 3، شمـ 11-12.
46. «فرهنگ در آیینۀ زبان»، مجلّۀ دانشکدۀ ادبیّات و علوم انسانی، تهران، دانشگاه تربیت معلّم، تابستان 1372، شمـ 1.
47. «اته، هرمان» (مستشرق آلمانی)، دائرةالمعارف بزرگ اسلامی (ج 6)، تهران، 1373.
48. «ملاحظاتی دربارۀ خطّ و اثرات آن در ترجمه»، مجلّۀ دانشکدۀ ادبیّات و علوم انسانی، تهران، دانشگاه تربیت معلّم، 1373، دورۀ جدید، شمـ 2-3.
49. «نوجویی در شعر ادیب‌الممالک فراهانی»، مجلّۀ دانشکدۀ ادبیّات و علوم انسانی، تهران، دانشگاه تربیت معلّم، 1373، دورۀ جدید، شمـ 4-5.
50. «مرگی و صدهزار مصیبت (به مناسبت دومین سال درگذشت استاد زریاب خویی)»، مجلّۀ دانشکدۀ ادبیّات و علوم انسانی، تهران، دانشگاه تربیت معلّم، پاییز 1373 ـ بهار 1374، دورۀ جدید، س 2، شمـ 6-8.
51. «احمد میرعلایی، در روایتی و نقدی دیگر»، فصلنامۀ مترجم، مشهد، 1374، شمـ 19.
52. «سرنوشت گویشها (در بزرگداشت روانشاد عبّاس زریاب)»، مجلّۀ تحقیقات اسلامی، تهران، 1374، شمـ 1-2.
53. «مصاحبه با دکتر محمّدرضا باطنی»، فصلنامۀ مترجم، مشهد، 1374، شمـ 17-18.
54. «ادیب‌الممالک»، دائرةالمعارف بزرگ اسلامی (ج 7)، تهران، 1375.
55. «جسارت در ترجمه (نقدی بر ترجمۀ ادبیّات فارسی، اثر چارلز استوری)»، فصلنامۀ مترجم، مشهد، 1376، شمـ 23-24.
56. «استوری، چارلز» (مستشرق)، دائرةالمعارف بزرگ اسلامی (ج 8)، تهران، 1377.
57. «اسکندر» (مقدونی)، دائرةالمعارف بزرگ اسلامی (ج 8)، تهران، 1377.
58. «اسکندرنامه»، دائرةالمعارف بزرگ اسلامی (ج 8)، تهران، 1377.
59. «معانی ضمنی یا هاله‌ای، بحثی در معناشناسی»، نامۀ اقبال: یادنامۀ اقبال یغمایی، تهران، میراث مکتوب، 1377.
60. «معرّفی و نقد دو ترجمه»، فصلنامۀ مترجم، مشهد، 1377، شمـ 27.
61. «عزیز نسفی و آثار او»، کتاب ماه (ادبیّات و فلسفه)، تهران، 1378، شمـ 28. 
62. «اشتروتمان»، دائرةالمعارف بزرگ اسلامی (ج 9)، تهران، 1379.
63. «افسر، شیخ‌الرّئیس محمّدهاشم»، دائرةالمعارف بزرگ اسلامی (ج 9)، تهران، 1379.
64. «بازآفرینی سبک متن مبدأ در متن مقصد در ترجمه»، فصلنامۀ مترجم، مشهد، 1379، شمـ 33.
65. «لفظ‌گرایی (نقد)»، فصلنامۀ مترجم، مشهد، 1379، شمـ 32.
66. «امین الحسینی» (مشترک با حسن یوسفی اشکوری)، دائرةالمعارف بزرگ اسلامی (ج 10)، تهران، 1380.
67. «ده سال از انتشار مترجم گذشت»، فصلنامۀ مترجم، مشهد، 1380، شمـ 34.
68. «بارتولد، واسیلی» (مستشرق روسی)، دائرةالمعارف بزرگ اسلامی (ج 11)، تهران، 1381.
69. «باقر خان»، دائرةالمعارف بزرگ اسلامی (ج 11)، تهران، 1381.
70. «برتلس، یوگنی ادواردویچ» (مستشرق روسی)، دائرةالمعارف بزرگ اسلامی (ج 11)، تهران، 1381.
71. «اسکندر در ادب فارسی»، دانشنامۀ زبان و ادب فارسی (ج 1)، تهران، فرهنگستان زبان و ادب فارسی، 1384.
72. «اسکندرنامه‌ها»، دانشنامۀ زبان و ادب فارسی (ج 1)، تهران، فرهنگستان زبان و ادب فارسی، 1384.
73. «ابوطالب اصفهانی»، دانشنامۀ زبان و ادب فارسی در شبه‌قارّه (ج 1)، تهران، فرهنگستان زبان و ادب فارسی، 1384.
74. «استوری، چارلز»، دانشنامۀ زبان و ادب فارسی در شبه‌قارّه (ج 1)، تهران، فرهنگستان زبان و ادب فارسی، 1384.
75. «اقبال لاهوری»، دانشنامۀ زبان و ادب فارسی در شبه‌قارّه (ج 1)، تهران، فرهنگستان زبان و ادب فارسی، 1384.
76. «اندرزنامه‌ها»، دانشنامۀ زبان و ادب فارسی در شبه‌قارّه (ج 1)، تهران، فرهنگستان زبان و ادب فارسی، 1384.
77. «آسیای هفت‌سنگ»، فرهنگ آثار (ج 1)، تهران، سروش، 1385.
78. «اخبار دولة السّلجوقیة»، فرهنگ آثار (ج 1)، تهران، سروش، 1385.
79. «ادبیّات فارسی بر مبنای تألیف استوری»، فرهنگ آثار (ج 1)، تهران، سروش، 1385.
80. «ادوار شعر فارسی» <قسمت دوم مقاله> (کتاب محمّدرضا شفیعی کدکنی)، فرهنگ آثار (ج 1)، تهران، سروش، 1385.
81. «ارفع‌نامه»، فرهنگ آثار (ج 1)، تهران، سروش، 1385.
82. «از رابعه تا پروین»، فرهنگ آثار (ج 1)، تهران، سروش، 1385.
83. «اسرار الاولیاء» (کتاب فریدالدّین شکرگنج)، فرهنگ آثار (ج 1)، تهران، سروش، 1385.
84. «اسکندرنامۀ نظامی»، فرهنگ آثار (ج 1)، تهران، سروش، 1385.
85. «اسکندرنامه‌ها»، فرهنگ آثار (ج 1)، تهران، سروش، 1385.
86. «اسم مصدر، حاصل مصدر» (کتاب محمّد معین)، فرهنگ آثار (ج 1)، تهران، سروش، 1385.
87. «اشک معشوق» (کتاب مهدی حمیدی شیرازی)، فرهنگ آثار (ج 1)، تهران، سروش، 1385.
88. «اضافه» (کتاب محمّد معین)، فرهنگ آثار (ج 1)، تهران، سروش، 1385.
89. «انجمنهای ادبی شیراز»، فرهنگ آثار (ج 1)، تهران، سروش، 1385.
90. «اورادالاحباب و فصوص‌الآداب» (مشترک با محمّدجواد شمس)، فرهنگ آثار (ج 1)، تهران، سروش، 1385.
91. «بحثی در تصوّف»، فرهنگ آثار (ج 1)، تهران، سروش، 1385.
92. «برهان قاطع»، فرهنگ آثار (ج 1)، تهران، سروش، 1385.
93. «بزم ایران»، فرهنگ آثار (ج 1)، تهران، سروش، 1385.
94. «بهارستان جامی»، فرهنگ آثار (ج 1)، تهران، سروش، 1385.
95. «پلّه پلّه تا ملاقات خدا»، فرهنگ آثار (ج 1)، تهران، سروش، 1385.
96. «پندنامۀ یحیویّه»، فرهنگ آثار (ج 1)، تهران، سروش، 1385.
97. «پیام مشرق» (کتاب اقبال لاهوری)، فرهنگ آثار (ج 1)، تهران، سروش، 1385.
98. «بحران ترجمه»، روزنامۀ اطّلاعات، تهران، پنجشنبه 17 فروردین 1385/6 آوریل 2006، شمـ 23595، ص ۶، پنجشنبه 31 فروردین 1385/20 آوریل 2006، شمـ 23606، ص۶.
99. «عرفان و ترجمه»، روزنامۀ ایران، تهران، شنبه 13 آبان 1385، س 12، شمـ 3488.
100. «بویل، جان اندرو»، دانشنامۀ زبان و ادب فارسی (ج 2)، تهران، فرهنگستان زبان و ادب فارسی، 1386.
101. «بیلی، هرولد والتر»، دانشنامۀ زبان و ادب فارسی (ج 2)، تهران، فرهنگستان زبان و ادب فارسی، 1386.
102. «تاریخ ادبیّات ایران» (کتاب ادوارد براون)، دانشنامۀ زبان و ادب فارسی (ج 2)، تهران، فرهنگستان زبان و ادب فارسی، 1386.
103. «تاریخ ادبیّات ایران» (کتاب یان ریپکا)، دانشنامۀ زبان و ادب فارسی (ج 2)، تهران، فرهنگستان زبان و ادب فارسی، 1386.
104. «تاریخ بلعمی (ترجمۀ تاریخ طبری)»، دانشنامۀ زبان و ادب فارسی (ج 2)، تهران، فرهنگستان زبان و ادب فارسی، 1386.
105. «جوهری، محمّدابراهیم»، دانشنامۀ زبان و ادب فارسی (ج 2)، تهران، فرهنگستان زبان و ادب فارسی، 1386.
106. «حملۀ حیدری»، دانشنامۀ زبان و ادب فارسی (ج 2)، تهران، فرهنگستان زبان و ادب فارسی، 1386.
107. «به مناسبت هفده‌سالگی مترجم»، بخارا، تهران، ۱۳۸۶، شمـ 60.
108. «حوزۀ علاقه و روش فرزان در نقد» (بزرگداشت علّامه سیّد محمّد فرزان)، بیرجند، دانشگاه بیرجند، ۱۳۸۶.
109. «نمونهای از سنخ غالب پژوهشهای دانشگاهی در ایران»، کتاب ماه (ادبیّات و فلسفه)، تهران، تیر 1386، شمـ 93.
110. «یاد کیا، از چهل‌وپنج سال پیش»، ارج‌نامۀ صادق کیا، تهران، میراث مکتوب، ۱۳۸۶.
111. «تورنبرگ، کارل»، دائرةالمعارف بزرگ اسلامی (ج 16)، تهران، 1387.
112. «توری، چارلز کاتلر»، دائرةالمعارف بزرگ اسلامی (ج 16)، تهران، 1387.
113. «تاراپوروالا، ایرج»، دانشنامۀ زبان و ادب فارسی در شبه‌قارّه (ج 2)، تهران، فرهنگستان زبان و ادب فارسی، 1387.
114. «تاراچند»، دانشنامۀ زبان و ادب فارسی در شبه‌قارّه (ج 2)، تهران، فرهنگستان زبان و ادب فارسی، 1387.
115. «تاریخ ادبیّات» (بدیعالزّمان فروزانفر)، فرهنگ آثار (ج 2)، تهران، سروش، 1387.
116. «تاریخ ادبیّات» (جلالالدّین همایی)، فرهنگ آثار (ج 2)، تهران، سروش، 1387.
117. «تاریخ ادبیّات انگلیس» (ل. صورتگر)، فرهنگ آثار (ج 2)، تهران، سروش، 1387.
118. «تاریخ ادبیّات ایران» (صادق رضازادۀ شفق)، فرهنگ آثار (ج 2)، تهران، سروش، 1387.
119. «تاریخ ادبیّات ایرانی» (محمّدحسین فروغی)، فرهنگ آثار (ج 2)، تهران، سروش، 1387.
120. «تاریخ گردیزی»، فرهنگ آثار (ج 2)، تهران، سروش، 1387.
121. «تاریخ و فرهنگ» (مجتبیٰ مینوی)، فرهنگ آثار (ج 2)، تهران، سروش، 1387.
122. «تحفة الآفاق»، فرهنگ آثار (ج ۲)، تهران، سروش، 1387.
123. «تحفة الاخوان فی خصائص الفتیان»، فرهنگ آثار (ج 2)، تهران، سروش، ۱۳۸۷.
124. «تحفة الملوک»، فرهنگ آثار (ج 2)، تهران، سروش، ۱۳۸۷.
125. «تحلیل هفت‌پیکر نظامی»، فرهنگ آثار (ج 2)، تهران، سروش، ۱۳۸۷.
126. «تذکرۀ شعرای خوانسار»، فرهنگ آثار (ج 2)، تهران، سروش، ۱۳۸۷.
127. «تذکرۀ شعرای معاصر»، فرهنگ آثار (ج 2)، تهران، سروش، 1387.
128. «تذکرۀ شعرای پنجاب»، فرهنگ آثار (ج 2)، تهران، سروش، 1387.
129. «ترجمۀ رسالۀ قُشَیریّه»، فرهنگ آثار (ج 2)، تهران، سروش، ۱۳۸۷.
130. «تصویری از ناصر خسرو»، فرهنگ آثار (ج 2)، تهران، سروش، ۱۳۸۷.
131. «جوی شیر شیرین»، گزارش میراث، تهران، 1387، س 3، شمـ 27-28، ص 28-30.
132. «کیهان‌شناسی، جان‌شناسی»، نامۀ فرهنگستان، تهران، بهار 1387، دورۀ 12، شمـ 1، ص 84-88.
133. «مؤلّف در ترازوی مترجم»، فصلنامۀ مترجم، مشهد، 1387، شمـ 47، ص 64-74.
134. «نقش احساسی زبان و شیوۀ حافظ در ابراز ناخوشنودیها»، ارج‌نامۀ صادق کیا، تهران، میراث مکتوب، ۱۳۸۷.
135. «خزانۀ عامره»، دانشنامۀ زبان و ادب فارسی (ج 3)، تهران، فرهنگستان زبان و ادب فارسی، 1388.
136. «خلاصةالاشعار و زبدةالافکار»، دانشنامۀ زبان و ادب فارسی (ج 3)، تهران، فرهنگستان زبان و ادب فارسی، ۱۳۸۸.
137. «دخویه، میخاییل» (مستشرق هلندی)، دانشنامۀ زبان و ادب فارسی (ج 3)، تهران، فرهنگستان زبان و ادب فارسی، 1388.
138. «ریپکا، یان» (مستشرق چکوسلواکیایی)، دانشنامۀ زبان و ادب فارسی (ج 3)، تهران، فرهنگستان زبان و ادب فارسی، 1388.
139. «ریتر، هلموت»، دانشنامۀ زبان و ادب فارسی (ج 3)، تهران، فرهنگستان زبان و ادب فارسی، ۱۳۸۸.
140. «پلّه پلّه تا ملاقات خدا»، رهآورد، لُسآنجلس، پاییز 1388/2009، شمـ 88.
141. «پلّه پلّه تا مقالات خدا و ترجمۀ انگلیسی آن»، پژوهش‌نامۀ فرهنگ و ادب، تهران، دانشگاه آزاد اسلامی، واحد رودهن، 1388، س 5-6، شمـ 20، ج 2.
142. «عرفان ما با ادبیّات در هم تنیده است»، کتاب هفته، تهران، شنبه 26 دی 1388/16 ژانویۀ ۲۰۱۰، ص 6-7.
143. «معرّفی اجمالی تاریخ ادبیّات فارسی»، گزارش میراث، تهران، 1388، س 3، شمـ 34.
144. «جونز، ویلیام»، دائرةالمعارف بزرگ اسلامی (ج 18)، تهران، ۱۳۸۹.
145. «به بهانۀ کشف و نشر علی‌نامه»، آینۀ میراث، تهران، میراث مکتوب، 1389، س 4، ضمیمۀ شمـ 20.
146. «تاج القصص: آمیخته‌ای از قصه، تفسیر و حدیث»، نامۀ فرهنگستان، تهران، 1389، شمـ ۴۱.
147. «حافظ شیرینسخن»، ارج‌نامۀ دکتر محمّد معین، تهران، میراث مکتوب، 1389.
148. «خیّامنامه: روزگار، فلسفه و شعر خیّام»، گزارش میراث، تهران، آذر ـ اسفند 1389، شمـ 42-43.
149. «دیوان اسرار (کلّیّات اشعار فارسی حاج ملّا هادی سبزواری)»، گزارش میراث، تهران، آذر ـ بهمن 1389، شمـ 42-43.
150. «صنعت فربه‌سازی کتاب (بخش نخست)»، گزارش میراث، تهران، میراث مکتوب، مهر ـ آبان 1389، س 5، شمـ 41، ص 53-58.
151. «صنعت فربه‌سازی کتاب (بخش دوم)»، گزارش میراث، تهران، میراث مکتوب، آذر ـ دی و بهمن ـ اسفند 1389، س 5، شمـ 42-43، ص 56-63.
152. «گزیده‌های معین»، ارج‌نامۀ دکتر محمّد معین، تهران، میراث مکتوب، 1389.
153. «مجلّۀ مولانا رومی (ج 1)»، گزارش میراث، تهران، میراث مکتوب، خرداد ـ تیر 1389، س 4، شمـ 39.
154. «یادی از یارشاطر»، آزما، تهران، ۱۳۸۹. (شمارۀ ؟)
155. «حافظ تشریح»، فرهنگ آثار (ج 3)، تهران، سروش، 1390.
156. «حافظ چه می‌گوید؟»، فرهنگ آثار (ج 3)، تهران، سروش، 1390.
157. «حافظ‌نامه»، فرهنگ آثار (ج 3)، تهران، سروش، 1390.
158. «خاتون هفتقلعه»، فرهنگ آثار (ج 3)، تهران، سروش، 1390.
159. «خاوران‌نامه»، فرهنگ آثار (ج 3)، تهران، سروش، 1390.
160. «خطّ سوم»، فرهنگ آثار (ج 3)، تهران، سروش، 1390.
161. «خمسۀ نظامی»، فرهنگ آثار (ج 3)، تهران، سروش، 1390.
162. «داستانهای امثال» (کتاب امیرقلی امینی)، فرهنگ آثار (ج 3)، تهران، سروش، 1390.
163. «در دیار صوفیان»، فرهنگ آثار (ج 3)، تهران، سروش، 1390.
164. «خسرو پرویز در ادبیّات فارسی»، دانشنامۀ جهان اسلام (ج 15)، تهران، 1390.
165. «از دشمنان برند شکایت به دوستان»، ضمیمۀ روزنامۀ شرق، ویژه‌نامۀ مولانا، تهران، 26 آذر 1390، س 9، شمـ 1418 (دورۀ جدید، شمـ 494).
166. «بختیارنامه»، ارج‌نامۀ ذبیح‌اللّٰه صفا، تهران، میراث مکتوب، 1390، ص 293-313.
167. «دائرةالمعارفنویسی و دانشنامۀ ایران (دنا)»، گزارش میراث، تهران، میراث مکتوب، بهمن ـ اسفند ۱۳۹۰، دورۀ 2، شمـ 49.
168. «دربارۀ نوشتههای پیشین: درباب بنیآدم اعضای یکدیگرند»، گزارش میراث، تهران، بهمن ـ اسفند 1390، شمـ 49.
169. «زمان و چگونگی آشنایی غرب با شیخ عطّار نیشابوری»، مزدک‌نامه، تهران، 1390، شمـ 5 (نیز با مختصری اضافات و تجدید نظر در مجلّۀ ایرانشناسی، تهران / نیویورک، بهار 1393، س 26، شمـ 1، ص 110-118). // «زمان و چگونگی آشنایی غرب با شیخ عطّار نیشابوری»، مزدکنامه، به کوشش جمشید کیانفر، تهران، [ناشر]: پروین استخری، بهار 1391، شمـ 5، ص 422-429 (نیز با مختصری اضافات و تجدید نظر در مجلّۀ ایرانشناسی، تهران / نیویورک، بهار 1391، س 26، شمـ 1). 
170. «سیف فرغانی و دیوان او»، ارج‌نامۀ ذبیح‌اللّٰه صفا، تهران، میراث مکتوب، 1390، ص 359-383.
171. «شکلهای یک اسطوره: دگرگونیهای ادبی شخصیّت یوسف»، ادبیّات تطبیقی، تهران، فرهنگستان زبان و ادب فارسی، 1390، دورۀ 2، شمـ 1 (شمـ پیاپی 3).
172. «صفا در نشئۀ جام»، ارج‌نامۀ ذبیح‌اللّٰه صفا، تهران، میراث مکتوب، 1390، ص 397-412.
173. «مجلّۀ مولانا رومی (ج 2)»، گزارش میراث، تهران، میراث مکتوب، 1390، دورۀ 2، س 5، شمـ 47-48.
174. «معلّم محقّق ]دکتر اصغر دادبه[»، ضمیمۀ روزنامۀ شرق، تهران، 31 شهریور 1390، س 9، شمـ 1350.
175. «حافظ» (بخش ترجمه‌های انگلیسی اشعار حافظ)، دائرةالمعارف بزرگ اسلامی (ج 19)، تهران، 1391.
176. «خمسه»، دانشنامۀ جهان اسلام (ج 16)، تهران، 1391.
177. «تکملۀ خمسه» (ترجمه‌ها و آثار خاورشناسان دربارۀ خمسۀ نظامی)، دانشنامۀ جهان اسلام (ج 16)، تهران، ۱۳۹۱.
178. «شفایی اصفهانی»، دانشنامۀ زبان و ادب فارسی (ج 4)، تهران، فرهنگستان زبان و ادب فارسی، 1391.
179. «شیرین و فرهاد»، دانشنامۀ زبان و ادب فارسی (ج 4)، تهران، فرهنگستان زبان و ادب فارسی، 1391.
180. «طنز»، دانشنامۀ زبان و ادب فارسی (ج 4)، تهران، فرهنگستان زبان و ادب فارسی، 1391.
181. «طوفان البکاء»، دانشنامۀ زبان و ادب فارسی (ج 4)، تهران، فرهنگستان زبان و ادب فارسی، 1391.
182. «عبید زاکانی»، دانشنامۀ زبان و ادب فارسی (ج 4)، تهران، فرهنگستان زبان و ادب فارسی، 1391.
183. «عمعق بخارایی»، دانشنامۀ زبان و ادب فارسی (ج 4)، تهران، فرهنگستان زبان و ادب فارسی، 1391.
184. «از ساختن کتاب تا کتاب‌سازی»، گزارش میراث، تهران، میراث مکتوب، تیر ۱۳۹۱، دورۀ 2، ضمیمۀ شمـ ۲.
185. «پایاننامهنویسی و تقابل کیفیّت و کمّیّت»، روزنامۀ اطّلاعات، تهران، یکشنبه 23 مهر 1391/14 اکتبر 2012، شمـ 25430، ص 11 (نیز در مجلّۀ ایرانشناسی، تهران / نیویورک، بهار ۱۳۹۲، س 25، شمـ 1، ص 90-96).
186. «تصحیح یا تخریب»، گزارش مکتوب، تهران، زمستان 1391، دورۀ 2، ضمیمۀ شمـ 3.
187. «شوقی شرقی در قلبی غربی: نگاهی کوتاه به زندگی، افکار و آثار لئونارد لویسُن، ایرانشناس و مولاناپژوه آمریکایی»، گزارش میراث، تهران، بهار ـ تابستان ۱۳۹۱، س 12، شمـ 3-4 (شمـ پیاپی 80-81) (سال انتشار ۱۳۹۸).
188. «کتابسازی: آشفتهبازاری برای نامآورشدن»، گزارش میراث، تهران، تیر 1391، دورۀ 2، ضمیمۀ شمـ ۲.
189. «مجلّۀ مولانا رومی (ج 3)»، گزارش میراث، تهران، آذر و اسفند 1391، شمـ 53-54.
190. «نامه به سردبیر»، گزارش میراث، تهران، مرداد ـ آبان 1391، شمـ 52-53.
191. «نشر جلد دهم از تاریخ ادبیّات فارسی»، گزارش میراث، تهران، مرداد ـ آبان 1391، شمـ 52-53.
192. «هنر و منبع الهام هنری مولانا»، سه علّامه، نامۀ پژوهشی ادبیّات و عرفان (10)، تبریز، دانشگاه تبریز، بهار و تابستان 1391، س 12، شمـ پیاپی ۳۶، ص ۹۵-۱۲۲.
193. «دانشمندان و انسانگراها (مطالعات ایرانی در مکاتبات هنینگ و تقیزاده <1937-1966>)»، مروارید، تهران، بهمن 1391 ـ اردیبهشت 1392، س 1، شمـ 3-4، ص 3-14 (نیز در ارمغان منوچهر مرتضوی، به کوشش توفیق هاشمپور سبحانی، تهران، مرکز دائرةالمعارف بزرگ اسلامی، 1392؛ نیز با اختصار در اندیشۀ پویا، تهران، اسفند 1391، س 1، شمـ 6؛ نیز با اختصار بیشتر در ایرانشناسی، به کوشش ایرج افشار و تورج دریایی، تهران / نیویورک، زمستان 1391، س 24، شمـ 4، ص 719-732).
194. «آغاز و انجام مشروطه از منظر ادیبالممالک فراهانی»، آزما، تهران، مرداد 1392، شمـ 96.
195. «آیا خیّام فیتزجرالد همان خیّام نیشابوری است؟»، ایرانشناسی، تهران / نیویورک، زمستان 1392، س 25، شمـ 4، ص 648-654.
196. «پژوهشگری که بر سرِ اصول اخلاقی خود حاضر به معامله نشد» (متن سخنرانی در شب دکتر محمّدرضا باطنی)، بخارا، تهران، مهر ـ آبان 1392، س 15، شمـ 95-96.
197. «چرا پس از مولانا جلالالدّین تا زمان حافظ چهرۀ شاخص دیگری در عرصۀ ادب فارسی پدید نیامد؟»، ایرانشناسی، تهران / نیویورک، تابستان 1392، س 25، شمـ 2.
198. «حق با کدام طرف است، نشریّه یا نویسنده؟»، نامۀ روشن، به کوشش طهمورث ساجدی و احمد ادارهچی گیلانی، تهران، ۱۳۹۲.
199. «مجلّۀ مولانا رومی (ج 4)»، گزارش میراث، تهران، فروردین ـ تیر ۱۳۹۲، شمـ ۵۶-57.
200. «نگاه شبستری به پیوند لفظ و معنی و طرح چند پرسش»، ایرانشناسی، تهران / نیویورک، تابستان 1392، دورۀ جدید، س 26، شمـ 2. // «نگاه شیخ شبستری به پیوندِ لفظ و معنی و طرح چند پرسش»، ایرانشناسی، تهران / نیویورک، 1393، س 26، شمـ 2. 
201. «فروزانفر، بدیع‌الزّمان»، دانشنامۀ زبان و ادب فارسی (ج 5)، تهران، فرهنگستان زبان و ادب فارسی، 1393.
202. «باغ دلگشا، خاطرههایی پراکنده از نخستین سالها»، مهرنامه، تهران، اردیبهشت 1393، شمـ 35، ص 269- 270.
203. «در ماجرای مخالفت با دفن ریچارد فرای بر کرانۀ زایندهرود: جهان را اگر اصفهانی نبود / جهانآفرین را جهانی نبود»، ایرانشناسی، تهران / نیویورک، زمستان 1393، دورۀ جدید، س 26، شمـ 4.
204. «در وصف آن شمایل»، با قافلۀ شوق (ارجنامۀ دکتر محمّدعلی موحّد)، به کوشش محمّد طاهری خسروشاهی، تبریز، ستوده، ۱۳۹۳.
205. «سخن سردبیر»، آینۀ میراث، تهران، پاییز ـ زمستان 1393، س 12، شمـ 2 (شمـ پیاپی 55).
206. «مجلّۀ مولانا رومی (ج 5)»، گزارش میراث، تهران، فروردین ـ تیر 1393، دورۀ 2، س 8، شمـ 62-63.
207. «مروری بر کتاب تاریخ ادبیّات فارسی (از مشروطه تا رضاشاه)»، گزارش میراث، تهران، آذر و اسفند 1393، دورۀ 2، س 8، شمـ 5-6.
208. «نگاهی به کتاب تاریخ ترجمه در ایران (از دوران باستان تا پایان عصر قاجار)»، گزارش میراث، تهران، آذر ـ اسفند ۱۳۹۳، س ۸، شمـ ۵-6.
209. «تاریخ ادبیّات فارسی از مشروطه تا عصر پهلوی اول»، مروارید، تهران، دی و بهمن 1394، س 4، شمـ 21.
210. «درودی به روان استاد ذاکری و نقدی بر نقد او»، گزارش میراث، تهران، مرداد ـ آبان ۱۳۹۴، دورۀ 2، س 9، شمـ 3-4.
211. «سخن سردبیر»، آینۀ میراث، تهران، بهار ـ تابستان 1394، س 13، شمـ 1 (شمـ پیاپی 56).
212. «سخن سردبیر»، آینۀ میراث، تهران، پاییز ـ زمستان 1394، س 13، شمـ 2 (شمـ پیاپی 57).
213. «شرحنویسی بر حافظ: چگونه و تا کی؟ (بحثی در آسیبشناسی)»، همایش بینالمللی خواجه شمسالدّین محمّد حافظ شیرازی (بخش اوّل)، تهران، دانشگاه آزاد اسلامی، 1394/2015 (متن خطابۀ عرضهشده در همایش بزرگداشت حافظ در تاریخ 15 اردیبهشت 1394).
214. «مجلّۀ مولانا رومی (ج 6)»، گزارش میراث، تهران، فروردین ـ تیر 1394، دورۀ 2، س ۹، شمـ ۶۸-۶۹.
215. «مجلّۀ مولانا رومی (ج 7)»، گزارش میراث، تهران، 1394، شمـ 72-73 (سال انتشار 1396).
216. «منصور اوجی، تاریخ شفاهی ادبیّات معاصر ایران»، گزارش میراث، تهران، مرداد ـ آبان ۱۳۹۴، دورۀ 2، س ۹، شمـ 3-4 (شمـ پیاپی ۷۰-۷۱) (نیز در جهان کتاب، تهران، بهمن ـ اسفند ۱۳۹۵، س ۲۱، شمـ ۱۱-12؛ نیز با اختصار در نگاه نو، تهران، بهار 1396، شمـ 113).
217. «نقدِ نقد»، فصلنامۀ نقد کتاب ادبیّات، تهران، تابستان 1394، س 1.
218. «یادی از استاد گنجی»، روزنامۀ اطّلاعات، تهران، سه شنبه 24 شهریور ۱۳۹۴/14 سپتامبر ۲۰۱۵، س 19، شمـ ۲۶۲۵۴.
219. «یک نالۀ مستانه ز جایی نشنیدیم ... (در ماجرای پایاننامهنویسانی)»، گزارش میراث، تهران، آذر ـ اسفند ۱۳۹۴، س 9، شمـ ۷۳-۷۲.
220. «مقالات شمس تبریزی»، دانشنامۀ زبان و ادب فارسی (ج ۶)، تهران، فرهنگستان زبان و ادب فارسی، ۱۳۹۵.
221. «مکتوبات: ملاحظات تاریخی و نگارشی»، دانشنامۀ زبان و ادب فارسی (ج ۶)، تهران، فرهنگستان زبان و ادب فارسی، ۱۳۹۵.
222. «ولدنامه»، دانشنامۀ زبان و ادب فارسی (ج ۶)، تهران، فرهنگستان زبان و ادب فارسی، ۱۳۹۵.
223. «هاتف اصفهانی»، دانشنامۀ زبان و ادب فارسی (ج ۶)، تهران، فرهنگستان زبان و ادب فارسی، ۱۳۹۵.
224. «ابوالحسن نجفی هم رفت»، دریچه، تهران، بهار ۱۳۹۵، س ۱۱، شمـ ۴۰. 
225. «ادیبالممالک فراهانی، شاعری در گذار از سنّت به تجدّد»، دیار (فصلنامۀ پژوهشهای محلّی و منطقهای)، تهران، بهار ۱۳۹۵، س 1، شمـ 1.
226. «استاد حسین خطیبی، مرد علم و عمل»، نگاه نو، تهران، تابستان ۱۳۹۵، شمـ ۱۱۰ (نیز در دریچه، تهران، تابستان ـ پاییز ۱۳۹۵، س 11، شمـ 41).
227. «به یاد عبّاس ماهیار (د ۲۱ دی ۱۳۹۵)»، سایت مؤسّسۀ پژوهشی میراث مکتوب، 27 دی ۱۳۹۵.
228. «دو کتاب از احمد کتابی»، گزارش میراث، تهران، 1395، دورۀ 3، س 1، شمـ ۳-4 (سال انتشار بهار ۱۳۹۷).
229. «سخن سردبیر»، آینۀ میراث، تهران، بهار ـ تابستان 1395، س 14، شمـ 1 (شمـ پیاپی 58).
230. «مجلّۀ مولانا رومی (ج 8)»، گزارش میراث، تهران، پاییز ـ زمستان ۱۳۹۵، دورۀ 3، س 1، شمـ ۳-4 (شمـ پیاپی 77-76) (سال انتشار بهار ۱۳۹۷).
231. «مناسبت نام امیرکبیرِ صدر اعظم با انتشارات عبدالرّحیم کتابفروش»، معناگر صبح، تهران، ۱۳۹۵.
232. «سروشیار به سروش پیوست»، دریچه، تهران، زمستان 1396، س 12، شمـ ۲۶ (یادنامۀ استاد جمشید مظاهری <سروشیار>).
233. «هنر برای هنر، هنر برای مردم، هنر برای پول»، دریچه، تهران، پاییز ۱۳۹۶، س 12، شمـ ۴۵.
234. «خاوراننامه»، دانشنامۀ زبان و ادب فارسی (ذیل)، تهران، فرهنگستان زبان و ادب فارسی، 1397.
235. «فرهنگ معین»، دانشنامۀ زبان و ادب فارسی (ذیل)، تهران، فرهنگستان زبان و ادب فارسی، 1397.
236. «کیا، صادق»، دانشنامۀ زبان و ادب فارسی (ذیل)، تهران، فرهنگستان زبان و ادب فارسی، 1397.
237. «مرثیه»، دانشنامۀ زبان و ادب فارسی (ذیل)، تهران، فرهنگستان زبان و ادب فارسی، 1397.
238. «معراج»، دانشنامۀ زبان و ادب فارسی (ذیل)، تهران، فرهنگستان زبان و ادب فارسی، 1397.
239. «مؤتمن، زینالعابدین»، دانشنامۀ زبان و ادب فارسی (ذیل)، تهران، فرهنگستان زبان و ادب فارسی، 1397.
240. «یارشاطر، احسان»، دانشنامۀ زبان و ادب فارسی (ذیل)، تهران، فرهنگستان زبان و ادب فارسی، 1397.
241. «یغمای جندقی»، دانشنامۀ زبان و ادب فارسی (ذیل)، تهران، فرهنگستان زبان و ادب فارسی، 1397.
242. «دیوان آتش اصفهانی»، فرهنگ آثار (ج 4)، تهران، سروش، ۱۳۹۷.
243. «دیوان ابنحُسام خوسفی»، فرهنگ آثار (ج 4)، تهران، سروش، ۱۳۹۷.
244. «دیوان ادیب صابر ترمذی»، فرهنگ آثار (ج 4)، تهران، سروش، ۱۳۹۷.
245. «دیوان ادیب قاسمی کرمانی»، فرهنگ آثار (ج 4)، تهران، سروش، ۱۳۹۷.
246. «دیوان ادیب‌الممالک فراهانی»، فرهنگ آثار (ج 4)، تهران، سروش، ۱۳۹۷.
247. «دیوان ازرقی هروی»، فرهنگ آثار (ج 4)، تهران، سروش، ۱۳۹۷.
248. «دیوان اقبال لاهوری»، فرهنگ آثار (ج 4)، تهران، سروش، ۱۳۹۷.
249. «دیوان امامی هروی»، فرهنگ آثار (ج 4)، تهران، سروش، ۱۳۹۷.
250. «دیوان امیر خسرو دهلوی»، فرهنگ آثار (ج 4)، تهران، سروش، ۱۳۹۷.
251. «دیوان امیرشاهی سبزواری»، فرهنگ آثار (ج 4)، تهران، سروش، ۱۳۹۷.
252. «دیوان امیر علیشیر نوایی»، فرهنگ آثار (ج 4)، تهران، سروش، ۱۳۹۷.
253. «دیوان امیر معزی»، فرهنگ آثار (ج 4)، تهران، سروش، ۱۳۹۷.
254. «دیوان انوری ابیوردی»، فرهنگ آثار (ج 4)، تهران، سروش، ۱۳۹۷.
255. «دیوان اوحدی مراغه‌ای»، فرهنگ آثار (ج 4)، تهران، سروش، ۱۳۹۷.
256. «دیوان ایرج میرزا»، فرهنگ آثار (ج 4)، تهران، سروش، ۱۳۹۷.
257. «دیوان باباطاهر»، فرهنگ آثار (ج 4)، تهران، سروش، ۱۳۹۷.
258. «دیوان بابافغانی»، فرهنگ آثار (ج 4)، تهران، سروش، 1397.
259. «دیوان بدیع‌الزّمان فروزانفر»، فرهنگ آثار (ج 4)، تهران، سروش، ۱۳۹۷.
260. «دیوان بسحق اطعمه»، فرهنگ آثار (ج 4)، تهران، سروش، ۱۳۹۷.
261. «دیوان بیدل دهلوی»، فرهنگ آثار (ج 4)، تهران، سروش، ۱۳۹۷.
262. «دیوان جمال‌الدّین عبدالرّزاق»، فرهنگ آثار (ج 4)، تهران، سروش، ۱۳۹۷.
263. «دیوان جودی خراسانی»، فرهنگ آثار (ج 4)، تهران، سروش، ۱۳۹۷.
264. «دیوان جیحون یزدی»، فرهنگ آثار (ج 4)، تهران، سروش، ۱۳۹۷.
265. «دیوان حاج ملّا هادی سبزواری»، فرهنگ آثار (ج 4)، تهران، سروش، ۱۳۹۷.
266. «دیوان حافظ شیرازی»، فرهنگ آثار (ج 4)، تهران، سروش، ۱۳۹۷.
267. «دیوان حالت»، فرهنگ آثار (ج 4)، تهران، سروش، ۱۳۹۷.
268. «دیوان حزین لاهیجی»، فرهنگ آثار (ج 4)، تهران، سروش، ۱۳۹۷.
269. «دیوان حسن سجزی دهلوی»، فرهنگ آثار (ج 4)، تهران، سروش، ۱۳۹۷.
270. «دیوان حکیم سوری»، فرهنگ آثار (ج 4)، تهران، سروش، ۱۳۹۷.
271. «دیوان خاقانی شروانی»، فرهنگ آثار (ج 4)، تهران، سروش، ۱۳۹۷.
272. «دیوان خروس لاری»، فرهنگ آثار (ج 4)، تهران، سروش، ۱۳۹۷.
273. «دیوان خواجوی کرمانی»، فرهنگ آثار (ج 4)، تهران، سروش، ۱۳۹۷.
274. «دیوان خیالی بخارایی»، فرهنگ آثار (ج 4)، تهران، سروش، ۱۳۹۷.
275. «دیوان دانش»، فرهنگ آثار (ج 4)، تهران، سروش، ۱۳۹۷.
276. «دیوان دهخدا»، فرهنگ آثار (ج 4)، تهران، سروش، ۱۳۹۷.
277. «دیوان رشیدالدّین وطواط»، فرهنگ آثار (ج 4)، تهران، سروش، ۱۳۹۷.
278. «دیوان رشید یاسمی»، فرهنگ آثار (ج 4)، تهران، سروش، ۱۳۹۷.
279. «دیوان رفیع‌الدّین لنبانی»، فرهنگ آثار (ج 4)، تهران، سروش، ۱۳۹۷.
280. «دیوان رکن‌الدّین دعویدار»، فرهنگ آثار (ج 4)، تهران، سروش، ۱۳۹۷.
281. «دیوان سالک قزوینی»، فرهنگ آثار (ج 4)، تهران، سروش، ۱۳۹۷.
282. «دیوان سراج‌الدّین خراسانی»، فرهنگ آثار (ج 4)، تهران، سروش، ۱۳۹۷.
283. «دیوان سراج‌الدّین قُمری»، فرهنگ آثار (ج 4)، تهران، سروش، ۱۳۹۷.
284. «دیوان سرخوش تفرشی»، فرهنگ آثار (ج 4)، تهران، سروش، ۱۳۹۷.
285. «دیوان سروش اصفهانی»، فرهنگ آثار (ج 4)، تهران، سروش، ۱۳۹۷.
286. «دیوان سلطان ولد»، فرهنگ آثار (ج 4)، تهران، سروش، ۱۳۹۷.
287. «دیوان سلمان ساوجی»، فرهنگ آثار (ج 4)، تهران، سروش، ۱۳۹۷.
288. «دیوان سنا»، فرهنگ آثار (ج 4)، تهران، سروش، ۱۳۹۷.
289. «دیوان سنایی غزنوی»، فرهنگ آثار (ج ۴)، تهران، سروش، ۱۳۹۷.
290. «دیوان سنجر کاشی»، فرهنگ آثار (ج 4)، تهران، سروش، ۱۳۹۷.
291. «دیوان سوزنی سمرقندی»، فرهنگ آثار (ج 4)، تهران، سروش، ۱۳۹۷.
292. «دیوان سیّد حسن غزنوی»، فرهنگ آثار (ج 4)، تهران، سروش، ۱۳۹۷.
293. «دیوان سیف اسفرنگی»، فرهنگ آثار (ج 4)، تهران، سروش، ۱۳۹۷.
294. «دیوان سیف فرغانی»، فرهنگ آثار (ج 4)، تهران، سروش، ۱۳۹۷.
295. «دیوان شاهداعی»، فرهنگ آثار (ج 4)، تهران، سروش، ۱۳۹۷.
296. «دیوان شاهنعمت‌اللّٰه ولی»، فرهنگ آثار (ج 4)، تهران، سروش، ۱۳۹۷.
297. «دیوان شفایی اصفهانی»، فرهنگ آثار (ج 4)، تهران، سروش، ۱۳۹۷.
298. «دیوان شمس مغربی»، فرهنگ آثار (ج 4)، تهران، سروش، ۱۳۹۷.
299. «دیوان شهریار»، فرهنگ آثار (ج 4)، تهران، سروش، ۱۳۹۷.
300. «دیوان صغیر اصفهانی»، فرهنگ آثار (ج 4)، تهران، سروش، ۱۳۹۷.
301. «دیوان صفای اصفهانی»، فرهنگ آثار (ج 4)، تهران، سروش، ۱۳۹۷.
302. «دیوان صفیعلیشاه»، فرهنگ آثار (ج 4)، تهران، سروش، ۱۳۹۷.
303. «دیوان صورتگر» (برگهای پراکنده)، فرهنگ آثار (ج 4)، تهران، سروش، ۱۳۹۷.
304. «دیوان صوفی محمّد یزدی»، فرهنگ آثار (ج 4)، تهران، سروش، ۱۳۹۷.
305. «دیوان طالب آملی»، فرهنگ آثار (ج 4)، تهران، سروش، ۱۳۹۷.
306. «دیوان طرب»، فرهنگ آثار (ج 4)، تهران، سروش، ۱۳۹۷.
307. «دیوان طرزی افشار»، فرهنگ آثار (ج 4)، تهران، سروش، ۱۳۹۷.
308. «دیوان ظهوری ترشیزی»، فرهنگ آثار (ج 4)، تهران، سروش، ۱۳۹۷.
309. «دیوان عارف قزوینی»، فرهنگ آثار (ج 4)، تهران، سروش، ۱۳۹۷.
310. «دیوان عاشق اصفهانی»، فرهنگ آثار (ج 4)، تهران، سروش، ۱۳۹۷.
311. «دیوان عبدالواسع جبلی»، فرهنگ آثار (ج 4)، تهران، سروش، ۱۳۹۷.
312. «دیوان عراقی»، فرهنگ آثار (ج 4)، تهران، سروش، ۱۳۹۷.
313. «دیوان عرفی شیرازی»، فرهنگ آثار (ج 4)، تهران، سروش، 1397.
314. «دیوان عصمت بخارایی»، فرهنگ آثار (ج 4)، تهران، سروش، ۱۳۹۷.
315. «دیوان عضد»، فرهنگ آثار (ج 4)، تهران، سروش، ۱۳۹۷.
316. «دیوان عطّار نیشابوری»، فرهنگ آثار (ج 4)، تهران، سروش، ۱۳۹۷.
317. «دیوان عماد خراسانی»، فرهنگ آثار (ج 4)، تهران، سروش، ۱۳۹۷.
318. «دیوان عماد فقیه»، فرهنگ آثار (ج 4)، تهران، سروش، ۱۳۹۷.
‍‍319. «دیوان عمعق بخاری»، فرهنگ آثار (ج 4)، تهران، سروش، ۱۳۹۷.
320. «دیوان عنصری»، فرهنگ آثار (ج 4)، تهران، سروش، ۱۳۹۷.
321. «دیوان غالب دهلوی»، فرهنگ آثار (ج 4)، تهران، سروش، ۱۳۹۷.
322. «دیوان غبار همدانی»، فرهنگ آثار (ج 4)، تهران، سروش، ۱۳۹۷.
323. «دیوان غمام همدانی»، فرهنگ آثار (ج 4)، تهران، سروش، ۱۳۹۷.
324. «دیوان غنی کشمیری»، فرهنگ آثار (ج 4)، تهران، سروش، ۱۳۹۷.
325. «دیوان فرّخی»، فرهنگ آثار (ج 4)، تهران، سروش، ۱۳۹۷.
326. «دیوان فروغی بسطامی»، فرهنگ آثار (ج 4)، تهران، سروش، ۱۳۹۷.
327. «دیوان فیض کاشانی»، فرهنگ آثار (ج 4)، تهران، سروش، ۱۳۹۷.
328. «دیوان قاسم انوار»، فرهنگ آثار (ج 4)، تهران، سروش، ۱۳۹۷.
329. «دیوان قاسم رسا»، فرهنگ آثار (ج 4)، تهران، سروش، ۱۳۹۷.
330. «دیوان قائم‌مقام فراهانی»، فرهنگ آثار (ج 4)، تهران، سروش، ۱۳۹۷.
331. «دیوان کلیم کاشانی»، فرهنگ آثار (ج 4)، تهران، سروش، ۱۳۹۷.
332. «دیوان کمال‌الدّین اسماعیل»، فرهنگ آثار (ج 4)، تهران، سروش، ۱۳۹۷.
333. «دیوان کیوان اصفهانی»، فرهنگ آثار (ج 4)، تهران، سروش، ۱۳۹۷.
334. «دیوان لطفعلی‌بیک آذر بیگدلی»، فرهنگ آثار (ج 4)، تهران، سروش، ۱۳۹۷.
335. «دیوان مجد همگر»، فرهنگ آثار (ج 4)، تهران، سروش، ۱۳۹۷.
336. «دیوان محتشم کاشانی»، فرهنگ آثار (ج 4)، تهران، سروش، 1397.
337. «دیوان مسعود سعد»، فرهنگ آثار (ج 4)، تهران، سروش، 1397.
338. «دیوان مشتاق اصفهانی»، فرهنگ آثار (ج 4)، تهران، سروش، ۱۳۹۷.
339. «دیوان مکرم اصفهانی»، فرهنگ آثار (ج 4)، تهران، سروش، ۱۳۹۷.
340. «دیوان ملک‌الشّعرا بهار»، فرهنگ آثار (ج 4)، تهران، سروش، ۱۳۹۷.
341. «دیوان منوچهری دامغانی»، فرهنگ آثار (ج 4)، تهران، سروش، ۱۳۹۷.
342. «دیوان مهستی گنجوی»، فرهنگ آثار (ج 4)، تهران، سروش، ۱۳۹۷.
343. «دیوان میرزادۀ عشقی»، فرهنگ آثار (ج 4)، تهران، سروش، ۱۳۹۷.
344. «دیوان ناصر خسرو»، فرهنگ آثار (ج 4)، تهران، سروش، ۱۳۹۷.
345. «دیوان نزاری قهستانی»، فرهنگ آثار (ج 4)، تهران، سروش، ۱۳۹۷.
346. «دیوان نظام وفا»، فرهنگ آثار (ج 4)، تهران، سروش، ۱۳۹۷.
347. «دیوان نظیری نیشابوری»، فرهنگ آثار (ج 4)، تهران، سروش، ۱۳۹۷.
348. «دیوان وثوق»، فرهنگ آثار (ج 4)، تهران، سروش، ۱۳۹۷.
349. «دیوان وحشی بافقی»، فرهنگ آثار (ج 4)، تهران، سروش، ۱۳۹۷.
350. «دیوان وصال شیرازی»، فرهنگ آثار (ج 4)، تهران، سروش، ۱۳۹۷.
351. «دیوان وقار شیرازی»، فرهنگ آثار (ج 4)، تهران، سروش، ۱۳۹۷.
352. «دیوان هلالی جغتایی»، فرهنگ آثار (ج 4)، تهران، سروش، ۱۳۹۷.
353. «دیوان همام تبریزی»، فرهنگ آثار (ج 4)، تهران، سروش، ۱۳۹۷.
354. «دیوان یغمای جندقی»، فرهنگ آثار (ج 4)، تهران، سروش، ۱۳۹۷.
355. «رباب‌نامه»، فرهنگ آثار (ج 4)، تهران، سروش، ۱۳۹۷.
356. «سخن و سخنوران»، فرهنگ آثار (ج 4)، تهران، سروش، 1397.
357. «کلّیّات شمس تبریزی»، فرهنگ آثار (ج 4)، تهران، سروش، ۱۳۹۷.
358. «ادبیّات فارسی بیرون از ایران (شبهقارّۀ هند، آناطولی، آسیای میانه، و در فارسی یهودی)»، گزارش میراث، تهران، بهار ـ تابستان ۱۳۹۷، دورۀ 3، شمـ ۸۲-۸۳ (سال انتشار بهار ۱۳۹۹).
359. «جلوههای ادب فارسی در ادبیّات انگلیسی»، نامۀ فرهنگستان، تهران، بهار ۱۳۹۷، دورۀ 16، شمـ ۳ (شمـ پیاپی ۶۳).
360. «سخن سردبیر»، آینۀ میراث، تهران، بهار ـ تابستان ۱۳۹۷، س 16، شمـ 1 (شمـ پیاپی ۶۲).
361. «”صادقِ“ عاشق، عاشق صادق: یادی از استاد صادق کیا، نماد میهندوستی و عشق به زبانها و فرهنگهای ایرانزمین»، دریچه، تهران، تابستان ۱۳۹۷، شمـ ۴۷-48.
362. «نامههایی به شاعر»، جهان کتاب، تهران، فروردین ـ اردیبهشت ۱۳۹۷، س 23، شمـ ۱-2.
363. «از ایرانی ایرانیتر»، نامۀ ایران و اسلام (فصلنامۀ پژوهشهای ایرانشناسی و اسلامشناسی)، تهران، بهار ۱۳۹۸، دورۀ جدید، سال 3، شمـ 1 (شمـ پیاپی ۹).
364. «پندنامک مجدی»، نامهای به فرزندم، به کوشش رضا زمانی، تهران، ۱۳۹۸، ج 2.
365. «چرا تذکرة الاولیاء»، تجربه (ماهنامۀ هنرو ادبیّات)، تهران، خرداد ۱۳۹۸، شمـ ۶۴ (شمـ پیاپی ۱۴۱).
366. «سخن سردبیر»، آینۀ میراث، تهران، پاییز ـ زمستان ۱۳۹۸، دورۀ 2، شمـ ۶۵.
367. «لهجۀ شیرین ملکوت در آواز خسرو هنر ایران»،روزنامۀ ایران، تهران، 11 اسفند ۱۳۹۸ (نیز بازنشر با عنوان دیگر: «صبر بسیار بباید پدر پیر فلک را / تا دگر مادر گیتی چو تو فرزند بزاید؛ به دوستداران محمّدرضا شجریان»، سایت مؤسّسۀ پژوهشی میراث مکتوب، پنجشنبه ۱۵ اسفند ۱۳۹۸).
368. «نقد و بررسی دیوان ازرقی هروی»، گزارش میراث، تهران، بهار ـ تابستان ۱۳۹۸، دورۀ 3، س 4، شمـ ۸۶-۸۷ (سال انتشار ۱۳۹۹).
369. «نگاهی به تأثیر ادبیّات فارسی در ادبیّات انگلیسی»، گزارش میراث، تهران، بهار ـ تابستان ۱۳۹۸، دورۀ 3، س 4، شمـ 86-87 (سال انتشار ۱۳۹۹) (ویرایشی مفصّلتر و جامعتر از: «جلوههای ادب فارسی در ادبیّات انگلیسی»، نامۀ فرهنگستان، تهران، بهار ۱۳۹۷، دورۀ 16، شمـ ۳ <شمـ پیاپی ۶۳>).
370. «شاهنامه: سرگذشت و راهنمای شاهان»، روزنامۀ اعتماد، تهران، ۲۵ اردیبهشت ۱۳۹۹.
371. «محمّدرضا لطفی و گوشمال سایه، مرو به صومعه کآنجا سیاهکارانند»، ارجنامۀ سایه، تهران. (در دست چاپ)
372. «یادی از محمودی خوانساری»، نگاه نو، تهران، بهار 1396، شمـ 113 (نیز در دریچه، اصفهان، 1396). 
373. «آربری، آرثر جان»، دانشنامۀ جهان اسلام (برای جلد اوّل که هنوز چاپ نشده است).

#### مقالات انگلیسی
1. »Daneshgah Tarbiyat-e Moallem«, Iranica, New York, 1976, vol. VIII, fasc. 2, pp. 221-223.
2. »Sound Patterning in English & Farsi«, ELT Journal, 1977, vol. XXXI, no. 4.
3. »Some Hints on the Teaching of the Present Perfect to Iranian Students«, ELT Journal, 1980, vol. XXXIV, no. 2.
4. »A Historical Perspective of Foreign Language Teaching«, Roshd, 1980, no. 23.
5. »Reading Materials and Assessment in Foreign Language Programmes in Today’s Iran«, New Horizons in Learning Assessment, University of Montreal, 1996.
6. »Jam«, Iranica, New York, 2008, vol. XIV, fasc. 4, pp. 430-432.
7. »Kabir Kūh«, Iranica, New York, 2009, vol. XV, fasc. 3, pp. 273-274.
8. »Kāčī (wíth Etrat Elāhi)«, Iranica, New York, 2009, vol. XV, fasc. 3, p. 324.
9. »KĀHI KĀBOLI«, Iranica, www.iranicaonline.org/articles/kahi-kaboli-najmaldin.
10. »Khajanuri, Ebrahim b. Habib-Allah«, Iranica, www.iranicaonlin.org/articles/khajanuri-ebrahim.
11. »Khamriya«, Iranica, www.iranicaonline.org/articles/khamriya.
12. »Khatibi Nuri, Hosayn«, Iranica, New York, 2018, vol. XVl, fasc. 4.

### ترجمه‌ها

#### ترجمۀ کتاب از انگلیسی به فارسی
1. اصول آموزش زبان، نوشتۀ هرولد پامر، تهران، دانشگاه تربیت معلّم، 1353.
2. اصول یادگیری و تدریس زبان، نوشتۀ داگلس براون، تهران، مرکز نشر دانشگاهی، 1363.
3. زبان‌شناسی جدید، نوشتۀ نیل اسمیت و دیردری ویلسون، تهران، نشر آگاه، 1367 (مقدّمه و فصول 11 و 12).
4. آفرینندگان جهان نو، نوشتۀ الفرد هاوسمن، تهران، نشر مرکز، 1372.
5. آفرینندگان جهان نو، نوشتۀ جان لویی، تهران، نشر مرکز، 1372.
6. آفرینندگان جهان نو، نوشتۀ وینستن چرچیل، تهران، نشر مرکز، 1372.
7. خواجه عبداللّٰه انصاری، نوشتۀ عبدالغفور روان‌فرهادی، تهران، نشر مرکز، 1377، چ دوم: 1385، چ سوم: 1390.
8. روزبهان بقلی، نوشتۀ کارل ارنست، تهران، نشر مرکز، 1377، چ دوم: 1387.
9. سهروردی و مکتب اشراق، نوشتۀ مهدی امینرضوی، تهران، نشر مرکز، 1377، چ سوم: 1385، چ پنجم: ۱۳۸۹، چ هشتم: ۱۳۹۸.
10. حلّاج، نوشتۀ هربرت میسن، تهران، نشر مرکز، 1378، چ سوم: 1385، چ چهارم: 1387، چ هفتم: 1395، چ هشتم: 1398.
11. روانشناسی خواندن، نوشتۀ کیث رینر و الکساندر پولاچک، تهران، مرکز نشر دانشگاهی، 1378 (کتاب برگزیدۀ سال 1379 دانشگاه تهران).
12. شعر صوفیانۀ فارسی، نوشتۀ یوهانس دوبروین، تهران، نشر مرکز، 1378.
13. عزیز نسفی، نوشتۀ لوید ریجون، تهران، نشر مرکز، 1378، چ دوم: 1395.
14. فراسوی ایمان و کفر (اشعار و تعالیم محمود شبستری)، نوشتۀ لئونارد لویزن، تهران، نشر مرکز، 1378، چ دوم: 1385، چ سوم: 1388، چ چهارم: 1389.
15. مفهوم ولایت در دوران آغازین عرفان اسلامی، نوشتۀ برند رودلف راتکه و جان اوکین، تهران، نشر مرکز، 1379.
16. صوفیان و ضدّصوفیان، نوشتۀ الیزابت سرّیه، تهران، نشر مرکز، 1381، چ دوم: 1385.
17. تصوّف ایرانی در منظر تاریخی آن، تألیف عبدالحسین زرّین‌کوب، تهران، نشر مرکز، 1383، چ دوم: 1385.
18. میراث تصوّف، ویرایش لئونارد لویزن، تهران، نشر مرکز، 1384، چ دوم: 1389، چ سوم: ۱۳۹۷.
19. صهبای خرد، نوشتۀ مهدی امینرضوی، تهران، سخن، 1385، چ دوم: 1387 (کتاب برگزیدۀ سال 1386).
20. جهتها و حرکتها، نوشتۀ جیمز ماریس، تهران، جیحون، 1387.
21. اشکال یک اسطوره: دگرگونیهای ادبی شخصیّت یوسف، تهران، نشر نیلوفر، 1391.
22. مقدّمۀ تاریخ ادبیّات فارسی، ویرایش یوهانس دوبرَن (سرویراستار: احسان یارشاطر)، تهران، سخن، ۱۳۹۳ (برای معرّفی این کتاب، نکـ : افشینوفایی، محمّد، «نقد و بررسی جلد اوّل تاریخ ادبیّات فارسی»، بخارا، تهران، مهر ـ آبان 1394، س ۱۸، شمـ ۱۰۸).
23. اسلام، غرب و نوگرایی، مجموعۀ مقالات، به کوشش خما مارتین ـ میونز (در دست بررسی وزارت ارشاد).

#### ترجمۀ کتاب از فارسی به انگلیسی
1. Step by Step up to Union with God, New York, Persian Heritage Foundation, 2009.
(ترجمۀ پلّه پلّه تا ملاقات خدا، از ع. زرّین‌کوب، برندۀ جایزۀ بین‌المللی کتاب سال ۱۳۸۸ در ایران).
2. Seyed Emad Khatami & Gholamreza Amirkhani, National Library of Iran
(برگردان کتابخانۀ ملی ایران، به مناسبت هشتادمین سال تأسیس کتابخانۀ ملی ایران در سال 1398، تهران، 1398 <این ترجمه تا این تاریخ ( مرداد۱۴۰۰) به چاپ نرسیده است>.

#### ترجمۀ مقاله از انگلیسی به فارسی
1. «نمای تربیت در اتّحاد شوروی»، نمای تربیت، تهران، دانشگاه تربیت معلّم، 1352، شمـ 2/1.
2. «آموزش و پرورش بیرون از مدرسه»، نمای تربیت، تهران، دانشگاه تربیت معلّم، 1352، شمـ 2/2.
3. «نکات و ملاحظات»، نمای تربیت، تهران، دانشگاه تربیت معلّم، 1352، شمـ 2/3.
4. «دورنمای تکامل ساخت نظامهای تربیتی»، نمای تربیت، تهران، دانشگاه تربیت معلّم، 1354، شمـ 2/4.
5. «وضع تایلند»، نمای تربیت، تهران، دانشگاه تربیت معلّم، 1354، شمـ 3/1.
6. «سرمایه‌گذاری در کشورهای در حال رشد»، نمای تربیت، تهران، دانشگاه تربیت معلّم، 1354، شمـ 3/2.
7. «بازگشت به زبان و فرهنگ ملّی»، نمای تربیت، تهران، دانشگاه تربیت معلّم، 1355، شمـ 5/1.
8. «محیط زیست و تعلیم و تربیت»، مجلّۀ تحقیقات و مطالعات تربیتی، تهران، 1355، ج 1.
9. «تجدید سازمان تربیت معلّم در اتّحاد جماهیر شوروی»، نمای تربیت، تهران، دانشگاه تربیت معلّم، 1/1/1370 (دورۀ جدید).
10. «نقدی بر رساله‌ای در اصول ترجمه»، فصلنامۀ مترجم، مشهد، 1370، شمـ 4.
11. «ژرفساخت گفتمان و کاربرد ترجمه»، فصلنامۀ مترجم، مشهد، 1371، شمـ 7.
12. «ادبیّات در جملات»، فصلنامۀ مترجم، مشهد، 1373، شمـ 16.
13. «تاریخچۀ ترجمه در ایران»، فصلنامۀ مترجم، مشهد، 1378، شمـ 29.
14. «بنونصر» (از EI2)، دانشنامۀ جهان اسلام (ج 4)، تهران، 1378.
15. «تأمّلاتی در اصول و روش ترجمۀ اشعار صوفیانۀ فارسی»، فصلنامۀ مترجم، مشهد، 1380، شمـ 34 (تجدید چاپ در کیمیا، تهران، انتشارات روزنه، 1382، ج 5).
16. «هنر اژه‌ای» (فصل 6)، «هنر یونانی» (فصل 7) و «هنر اتروسکی» (فصل 8) از کتاب:
Hartt, Frederick, Art: A History of Painting, Sculpture, Architecture, 1989. 
بخشی از کتاب سیودوهزار سال تاریخ هنر، تهران، نشر پیکان، 1382.
17. «برخورد تمدّنها، تصوّرات کنونی غرب در اسلام»، شرفنامه، تهران، هرمس، 1383.
18. «هنر و معماری ]در عصر تیموری[: ساخت کتاب، معماری، سفالگری»، دانشنامۀ جهان اسلام‌ (ج 8)، تهران، 1383، ص 840-850.
19. «چرند و پرند» (از ایرانیکا)، دانشنامۀ زبان و ادب فارسی (ج 2)، تهران، 1386.
20. «حافظ» (از ایرانیکا)، دانشنامۀ زبان و ادب فارسی (ج 2)، تهران، 1386.
21. «خانقاه» (از ایرانیکا)، دانشنامۀ زبان و ادب فارسی (ج 2)، تهران، 1387.
22. کارنامه، زندگینامه و خدمات علمی و فرهنگی ویلیام چیتیک، انجمن آثار و مفاخر فرهنگی، تهران، 1387.
23. «اُلگ فیدرویچ آکیموشکین»، نوشتۀ خیماتولین، ایران‌نامه، واشینگتن، 1390/2011، س 26، شمـ 201.
24. «شهر بلخ و کاروان تجاری آسیای مرکزی در آغاز سدۀ نوزدهم»، نوشتۀ آرش خازلی، ایران‌نامه، واشینگتن، 1390/2011، س 26، شمـ 201.
25. «کیخسرو شاهرخ»، نوشتۀ مانیکا رینگر، ایران‌نامه، واشینگتن، 1390/2011، س 26، شمـ 201.
26. «مغولان مسلمان: از حملۀ مغول تا ایلخانان»، اسلام، هنر و معماری، تهران، نشر پیکان، 1390.
27. «الکتاب: ترکیب، داده‌ها و اصطلاحات»، نوشتۀ مایکل کارتر، تهران، مؤسّسۀ خانۀ کتاب، 1391. در مجموعه مقالاتی دربارۀ سیبویه.
28. «سندبادنامه» (برگرفته از ایرانیکا)، دانشنامۀ زبان و ادب فارسی (ج 4)، تهران، 1391.
29. ترجمۀ چکیدههای تمامی مقالات مجلّۀ آینۀ میراث از سال ۱۳۹۲ به بعد.

### کتاب
1. ادیب‌الممالک (از ایران چه می‌دانیم؟)، تهران، دفتر پژوهشهای فرهنگی، 1389 (روایتی مبسوط تر از این کتاب، با عنوان «ادیبالممالک فراهانی، شاعری در گذار از سنّت به تجدّد»، در مجلّۀ دیار <تورانتو، بهار ۱۳۹۵/۲۰۱۶، س ۱، شمـ ۱، ص ۲۹-۸۴: بنیاد محسنی> تجدید نشر شد).

### ویرایشها
۱. درآمدی به آواشناسی، از لطف‌اللّٰه یارمحمّدی، ویراستۀ مجدالدّین کیوانی، تهران، نشر مرکز، 1364.
۲. گاهنامه (تاریخ منظوم ایران باستان)، سرودۀ سیّد مجتبیٰ کیوان اصفهانی، ویرایش، مقدّمه و حواشی از م. کیوانی، تهران،
دنیای کتاب، ۱۳۶۷.
۳. ویرایش مقالات متعدد دائرةالمعارف بزرگ اسلامی و دانشنامۀ ایران، سالهای مختلف.
۴. فردا در اسارت دیروز، از غفور میرزایی، ویرایش م. کیوانی، تهران، عطایی، 1379.
۵. ویرایش بخش انگلیسی مجلّۀ بهارستان، تهران، کتابخانۀ مجلس شورا، 1384-1385، س 6-7، دفتر 11-12.
۶. ویرایش و تحشیۀ نسخۀ خطی نظامنامۀ مأمورین وزارت خارجه، تهران، کتابخانۀ مجلس شورا، ۱۳۹۰.
۷. ویرایش مجلّۀ آینۀ میراث، در سمتِ سردبیر، ۱۳۹۲ تا کنون.

### وبینارها
۱. «ملاحظاتی گذرا دربارۀ حضور خیّام نیشابوری در غرب» (به مناسبت روز خیّام)، همایش مجازی بزرگداشت خیّام نیشابوری، دانشگاه نیشابور، ۲۸ اردیبهشت ۱۳۹۹ (www.aparat.com/v/jVEbA).
۲. «فارسی در برخورد با انگلیسی»، همایش زبانها و گویشهای ایران، مرکز دائرةالمعارف بزرگ اسلامی، سهشنبه 2 دی 1399.
۳. «عید، عید نوروز و نقش نوروز در پرورش و تقویت شعر فارسی»، آکادمی موسیقی سرو تورانتو، ۸ فروردین ۱۴۰۰/۲۸ مارچ ۲۰۲۱.
۴. «زبان و بیان سعدی»، برخوان سعدی، به مناسبت روز سعدی، شیراز، 1 اردیبهشت 1400 (پخش گفتار: ۲ اردیبهشت، از اینستاگرام: @sadishenasi).
۵. «اهمیّت احیای متون کهن فارسی در غنابخشی به ادبیّات و نقش مرکز میراث مکتوب در این عرصه»، وبینار مؤسّسۀ پژوهشی میراث مکتوب، یکشنبه ۱۹ اردیبهشت ۱۴۰۰(اینستاگرام: @mirasmaktoob).

## مدارج و خدمات آموزشی و اداری
- تدریس ادبیّات فارسی، 1340-1342، اهواز
- استادیار زبان انگلیسی، 1347-1353، دانشگاه تربیت معلّم
- استادیار حقّ‌التّدریس، 1347-1353، دانشسرای سپاه دانش و دانشگاه تهران
- سرپرست گروه زبانهای خارجی، تیر 1352 ـ مهر 1353، دانشگاه تربیت معلّم
- رئیس دانشسرای عالی زاهدان، مهر 1353 ـ تیر 1357، زاهدان
- دانشیار زبان انگلیسی، اسفند 1353 ـ بهمن 1367، دانشگاه تربیت معلّم
- عضو ثابت کمیتۀ ارتقاء دانشکدۀ ادبیّات، 1363-1365، دانشگاه تربیت معلّم
- عضو کمیتۀ برنامه‌ریزی زبانهای خارجی، 1/6/1361-1/7/1362، ستاد انقلاب فرهنگی
- استاد زبان انگلیسی، 1367، دانشگاه تربیت معلّم
- عضو هیئت ‌ممیّزه، 1368، دانشگاه تربیت معلّم
- عضو شورای عالی علمی، 1368 تا کنون، مرکز دائرةالمعارف بزرگ اسلامی
- سرویراستار مجلّۀ آینۀ میراث (طبق حکم ۷۷۲۲۰ مورَّخ ۳/۷/13۹۲)، مهر ۱۳۹۲ تا کنون، مؤسّسۀ پژوهشی میراث مکتوب
- تاریخ آغاز بازنشستگی: 1/7/1378